# Boscia seguenzai
Boscia seguenzai is een zeepokkensoort uit de familie van de Pyrgomatidae. De wetenschappelijke naam van de soort is voor het eerst geldig gepubliceerd in 1967 door Baluk & Radwanski.